# Joueur français de l'année 2012
Navigation
Édition précédente Édition suivante
Le joueur français de l'année 2012 est un trophée récompensant le meilleur footballeur français au cours de l'année civile 2012. Il s'agit de la 55e remise du trophée du meilleur joueur français depuis 1958.

## Palmarès
| # | Nom              | Club                                 | Points |
| - | ---------------- | ------------------------------------ | ------ |
| 1 | Karim Benzema    | Real Madrid                          | 109    |
| 2 | Franck Ribéry    | Bayern Munich                        | 101    |
| 3 | Hugo Lloris      | Olympique lyonnais Tottenham Hotspur | 62     |
| 4 | Olivier Giroud   | Montpellier HSC Arsenal              | 56     |
| 5 | Mathieu Valbuena | Olympique de Marseille               | 41     |